# 苯并蒽酮
苯并蒽酮（英語：Benzanthrone，缩写：BZA），又称苯嵌蒽酮，是一种多环芳香烃衍生物。被用作试剂以及合成染料的原料。

## 性质
苯并蒽酮外观呈浅黄色针状结晶，熔点170℃，不溶于水，溶于冰醋酸、苯、氯苯、乙醇和二甲苯等有机溶剂。溶于浓硫酸中呈现强烈的橙红色并带有橄榄绿色荧光。苯并蒽酮与连二亚硫酸钠的碱性溶液反应生成二氢化苯嵌蒽酮，与羟胺反应会生成对应的肟，与碱共熔会脱氢偶联生成二苯并蒽酮（蒽酮紫）。

## 制备
以1-萘基苯基酮为起始原料，与氯化铝和微量水反应发生质子化，随后进行分子内亲电取代得到烯醇中间体，随后将其氧化脱水就生成苯并蒽酮。该反应被称为Scholl反应。
工业上常采用蒽醌制备，首先将蒽醌还原成蒽酮后，与硫酸和甘油混合反应即可得到。也可以由蒽的硫酸溶液中加入甘油加热至100～110℃而后加水稀释使结晶而得。

## 应用
苯并蒽酮具有荧光和冷发光性质。基于此性质，其可作为光敏剂以及作为电荷输运材料使用。在一些老式烟花中，经常与还原黄4染料一起添加至绿色和黄色彩色烟雾中。同时其也是合成蒽酮紫等还原染料的原料。

## 危害
苯并蒽酮具有毒性，接触到皮肤会出现瘙痒和灼热感，并伴有红斑、皮炎和皮肤色素沉着的症状。